# Regimiento de Infantería Mecanizado 5
El Regimiento de Infantería Mecanizado 5 "Gral. Félix de Olazábal" (RI Mec 5) es una unidad de infantería del Ejército Argentino con asiento en la guarnición militar de Villaguay, Provincia de Entre Ríos, y que depende del Comando de la II Brigada Blindada "Gral. Justo José de Urquiza", en el marco de la 1.ª División de Ejército "Tte. Gral. Juan Carlos Sánchez".
Este RI Mec 5 ocupa la guarnición militar Villaguay "Cuartel Palmas Altas", junto con el RC Tan 1 "Cnel. Brandsen", unidad de caballería de la brigada blindada. El regimiento se compone de varias compañías, entre ellas la Compañía de Infantería Mecanizada A "Suipacha" y la Compañía Comando y Servicios "Batalla de Salta".
Es una unidad VGM (veterana guerra de Malvinas) que sirvió en Port Howard, al norte de la Isla Gran Malvina.

## Historia
Por decreto de la Primera Junta del 29 de mayo de 1810, fue creado el Batallón 5 de Infantería, al mando del coronel Domingo French, constituyendo uno de los regimientos del Ejército Patrio. Fue asignado al ejército del brigadier Antonio González Balcarce, peleando en Cotagaita y Suipacha. Quedó disuelto en 1811 por indisciplina.
Fue recreado en 1826 por la guerra del Brasil, integrando el ejército de operaciones de las Provincias Unidas.
Establecido en Bahia Blanca, a partir de 1917 quedó encuadrado en la tercera brigada junto con el R6, adscrita a la 2.ª División de Ejército con comando en Campo de Mayo (a partir de 1933 en La Plata). A partir de 1923, la brigada fue disuelta y el R5 estuvo bajo la autoridad del comandante de infantería de división.
Cuando estalló el golpe militar de la Revolución Libertadora, el 16 de septiembre de 1955, el R5 resistió al asalto de las fuerzas rebeldes de Puerto Belgrano, estableciéndose en sus cuarteles de Bahia Blanca, con apoyo de la aviación leal. Sin embargo finalmente se vio obligado a rendirse frente a la caída del general Perón y la amenaza de bombardeo de sus instalaciones, comunicada oportunamente por el comandante revolucionario, capitán de navío Arturo Rial.
En 1964, por resolución superior, quedó disuelto el R5 de Bahia Blanca y simultáneamente cambió su numeración el R27 de Corrientes a R5, integrando la organización de la III Brigada de Infantería con comando en Curuzú Cuatiá.

### Operativo Independencia
El Regimiento de Infantería 5 integró el Agrupamiento C que se desplazó a la provincia de Tucumán por orden del Comando General del Ejército para reforzar la V Brigada de Infantería que llevaba adelante el Operativo Independencia. El Agrupamiento C se turnaba con los Agrupamientos A y B, creados para el mismo fin.

### Guerra de las Malvinas
El Regimiento de Infantería 5 bajo el mando del coronel Juan Ramón Magabraña estuvo desplegado en Port Howard, Isla Gran Malvina, encuadrado en la Agrupación Ejército "Litoral" (junto al RI 8 en Bahía Fox), al comando del general de brigada Omar Parada. El despliegue de la unidad en Port Howard no estuvo exento de graves problemas de abastecimiento dado su absoluto aislamiento en Gran Malvina.
La Compañía de Comandos 601 al mando del mayor Mario Castagneto, arribada a Puerto Howard el 20 de mayo tras informes del RI 5, sobre una "extraña presencia", logró el derribo de un Harrier GR.3 con el disparo de un misil Blowpipe, sobre el campo de Port Howard. El aviador británico, teniente de vuelo Jeff Glover, fue rescatado por el Ejército Argentino.
Con el paso del tiempo, el regimiento comenzó a padecer en carne propia la falta de alimentos y agua. Se registraron síntomas de desnutrición.
El 14 de junio de 1982 el Regimiento de Infantería 5 y la 1.ª Sección de la Compañía de Comandos 601, depusieron las armas tras la rendición comunicada por radio desde Puerto Argentino.

### Actividad posterior
En 1992, por resolución superior, el Regimiento de Infantería 5 quedó reasignado a la II Brigada Blindada, y fue trasladado a la guarnición militar de Villaguay (junto con el Regimiento de Caballería de Tanques 1). Fue mecanizado y denominado en lo sucesivo Regimiento de Infantería Mecanizado 5.
El 2 de abril de 2002 (el 20.º aniversario de la Guerra de Malvinas) el pueblo de Villaguay hizo donación de un monumento en reconocimiento al RI 5. Además, el 7 de junio del mismo año la superioridad le impuso el nombre histórico "General Félix de Olazábal" en evocación a su jefe en la victoria de Ituzaingó y designó jefe honorario al general de brigada Juan Ramón Mabragaña. El 7 de mayo de 2022 (el 40.º aniversario) el regimiento inauguró un busto de Mabragaña. Asimismo, la superioridad reconoció a cada soldado veterano con la orden del Caballero Distinguido del Cuerpo de Valientes del General Félix de Olazábal.